# Doctorat industrial
Un doctorat industrial és un projecte de recerca desenvolupat conjuntament entre un entorn empresarial i un entorn acadèmic, que esdevindrà l'objecte de la tesi doctoral d'un investigador en formació (doctorand).
Per entorn empresarial s'entén qualsevol tipus d'organització, pública o privada i independentment de la seva mida i àmbit d'actuació, que té la voluntat de desenvolupar un projecte d'R+D+I i que no sigui un organisme de recerca.
L'entorn acadèmic engloba els diferents tipus d'organismes de recerca: universitats, centres de recerca de Catalunya (CERCA) i de l'estat espanyol (CSIC), fundacions hospitalàries i centres tecnològics públics.

## A Catalunya
Els Doctorats Industrials a Catalunya es van iniciar a finals del 2012 amb un pla pilot L'objectiu del Pla de Doctorats Industrials amb l'objectiu de contribuir a la competitivitat i internacionalització de la indústria catalana, reforçar els instruments per captar el talent que genera el país i situar els futurs doctors en condicions de desenvolupar projectes d'R+D+I en una empresa.
Per a la concepció del Pla de Doctorats Industrials de Catalunya es van analitzar els següents models internacionals de Doctorats Industrials: El Model francès, CIFRE (Conventions Industrielles de Formation par la REcherche) i el Model danès, The Industrial PhD Program.
Els Doctorats Industrials a Catalunya neixen de la voluntat estratègica de potenciar la transferència tecnològica i de coneixement entre els entorns empresarials i els entorns acadèmics. Així mateix, responen a la necessitat de posar en valor la formació doctoral dins dels entorns empresarials (no acadèmics), on actualment la inserció laboral del doctor és inferior al 23%, mentre que en països referents oscil·la entre el 37% i el 45%. Així mateix, si analitzem les tasques que desenvolupa el personal doctor dels entorns empresarials, només un 27% realitza tasques relacionades amb la R+D+I, mentre que la mitjana de tots els sectors és del 60%.
Els projectes de Doctorat Industrial estan oberts a tots els àmbits de coneixement, encara que els més nombrosos són els relacionats amb els àmbits de les Enginyeries i Ciències.

## Fora de Catalunya
A Europa hi ha iniciatives, amb diferents característiques, requisits i finançament associat, que s'emmarquen dins de la definició general de Doctorats Industrials:
- Model de la Comissió Europea, dins de les Marie Skłodowska-Curie Actions, Programa Innotivative Training Networks (ITN) i subprograma European Industrial Doctorates.[3] La principal característica d'aquest model és que l'entorn acadèmic i l'entorn empresarial estan situats en països diferents i la distribució del temps del doctorand a cadascun d'ells és del 50%.
- Model Regne Unit, Industrial Doctorates Centres (IDC) de l'Engineering and Physical Sciences Research Council (EPSRC). Aquest model és una evolució dels Engineering Doctorates[4] que es van implementar al 1992.
- Model de l'estat espanyol, Formación de Doctores en Empresas “Doctorados Industriales”.[5] Aquest model és de recent creació, ja que es va implementar a començaments del 2015 amb la primera convocatòria i la característica principal és que la direcció acadèmica de la tesi doctoral recau sobre un treballador doctor de l'empresa.